# Maisons à arcades d'Étampes
La maison à arcades appelée aussi maison des piliers est un édifice situé à Étampes, en France.

## Localisation
Le monument est situé dans le département français de l'Essonne, aux n°2, 4 et 6 place Saint-Gilles.

## Historique
L'édifice est daté du XIIIe.
La façade de la maison est inscrite au titre des Monuments historiques depuis le 10 mai 1926.